# Všebořice (Loket)
Všebořice je vesnice, část obce Loket v okrese Benešov. Nachází se asi 6 km na sever od Lokte. V roce 2009 zde bylo evidováno 57 adres. Vesnice je rozdělena údolím potoka na dvě části.
Všebořice leží v katastrálním území Všebořice u Dolních Kralovic o rozloze 4,86 km². V katastrálním území Všebořice u Dolních Kralovic leží i Radíkovice.

## Název
Jméno vesnice vzniklo z osobního jména Všebor.

## Historie
První písemná zmínka o vesnici pochází z roku 1352 (Wsseborzicz). K dolnokralovickému panství patřila vesnice od roku 1677 až do roku 1848, kdy obec přešla pod ledečský okres a soudní okres Dolní Kralovice. V tomto roce došlo ke zřízení obecního úřadu a v roce 1879 k založení dvoutřídní školy.
V letech 1961–1979 k vesnici patřil Bezděkov.[zdroj?]

## Pamětihodnosti
Na levém břehu je kostel svatého Jiljí (kulturní památka) se dřevěnou zvonicí a okolo kostela je hřbitov. V těsné blízkosti kostela je barokní budova, která stojí v bývalém poplužním dvoře. Vesnicí protéká Všebořický potok, na kterém je několik rybníků. Největší rybník byl vybudován v roce 1968 pod Radíkovicemi. Po 100 metrech pod rybníkem se potok vlévá do údolní nádrže Želivka. Při výjezdu z obce směrem ke Zruči nad Sázavou se nachází vpravo od silnice u lesa hájovna a bývalá Fibichova myslivna (kulturní památka).

## Rodáci
Zdeněk Fibich (1850–1900), dirigent, hudební skladatel

## Fotogalerie

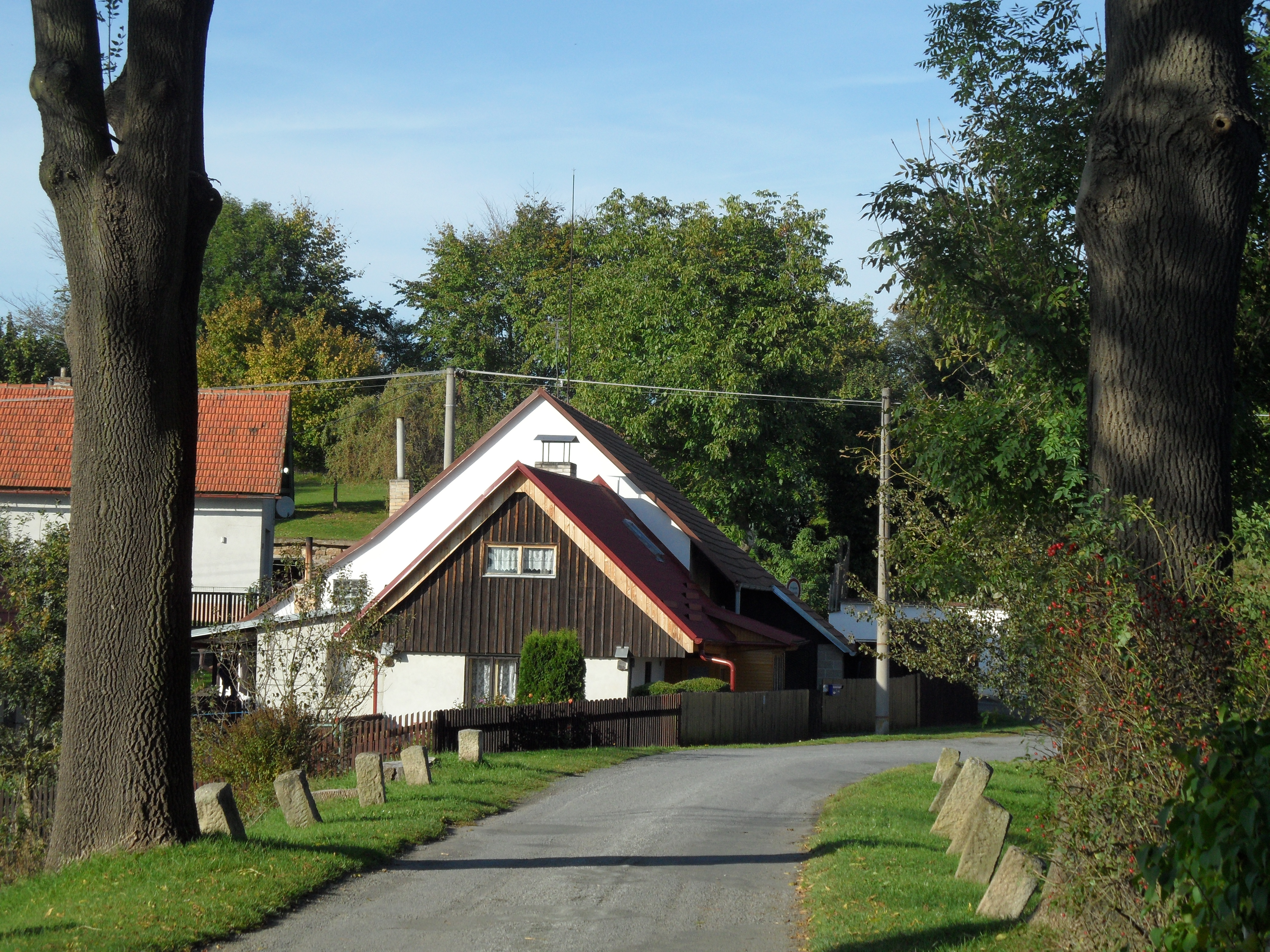
Dům u hráze
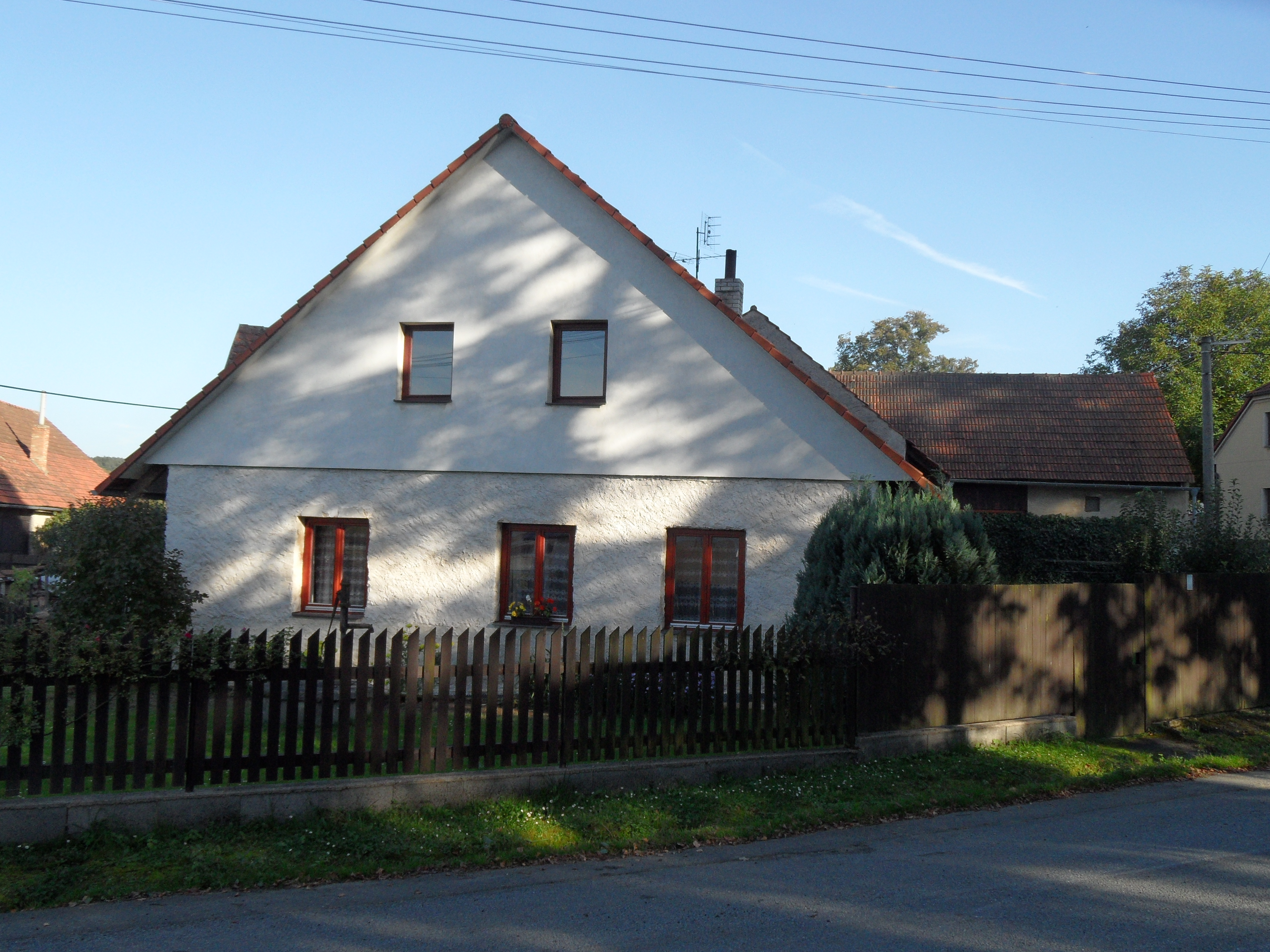
Dům nedaleko kostela
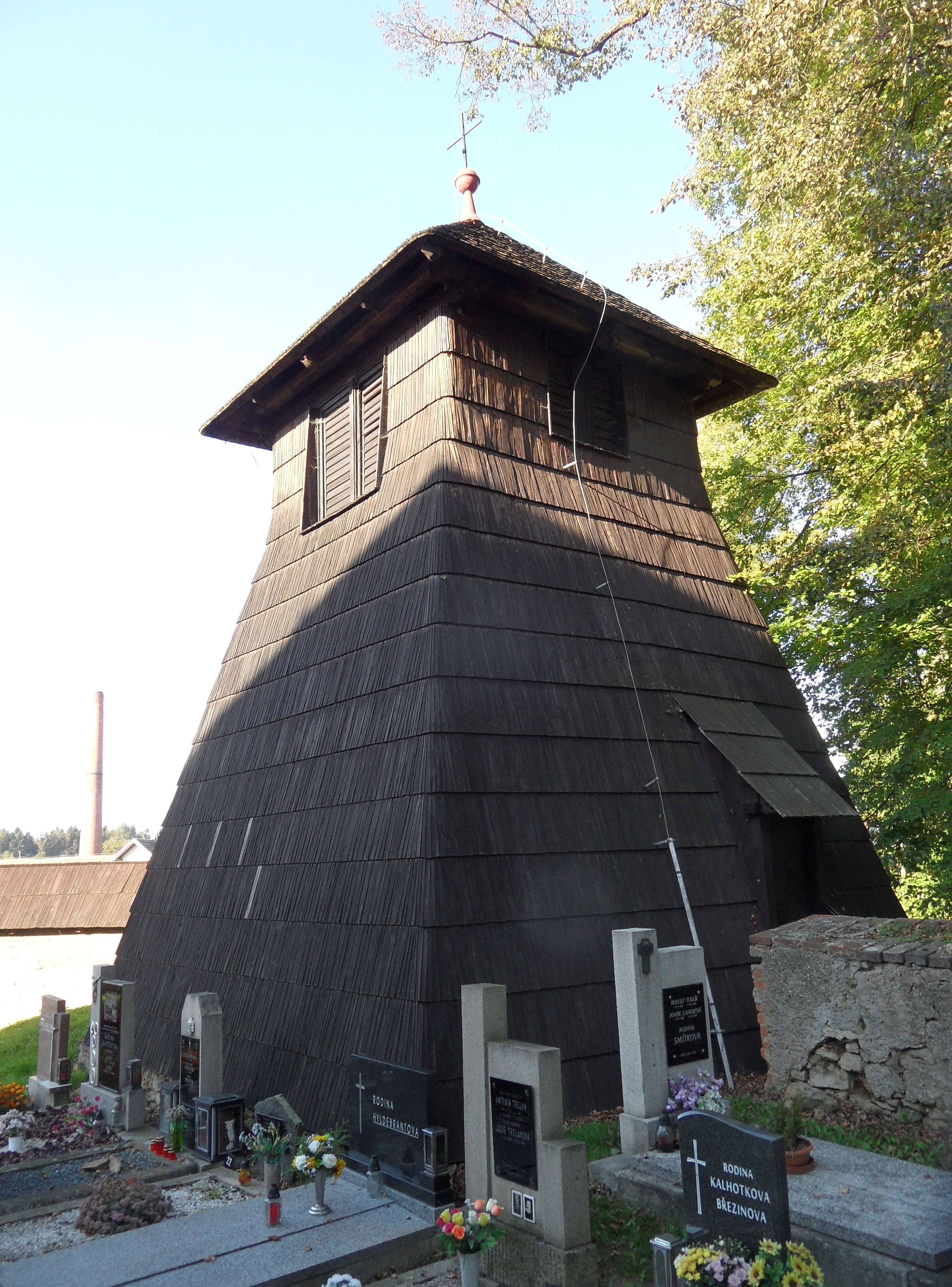
Dřevěná zvonice
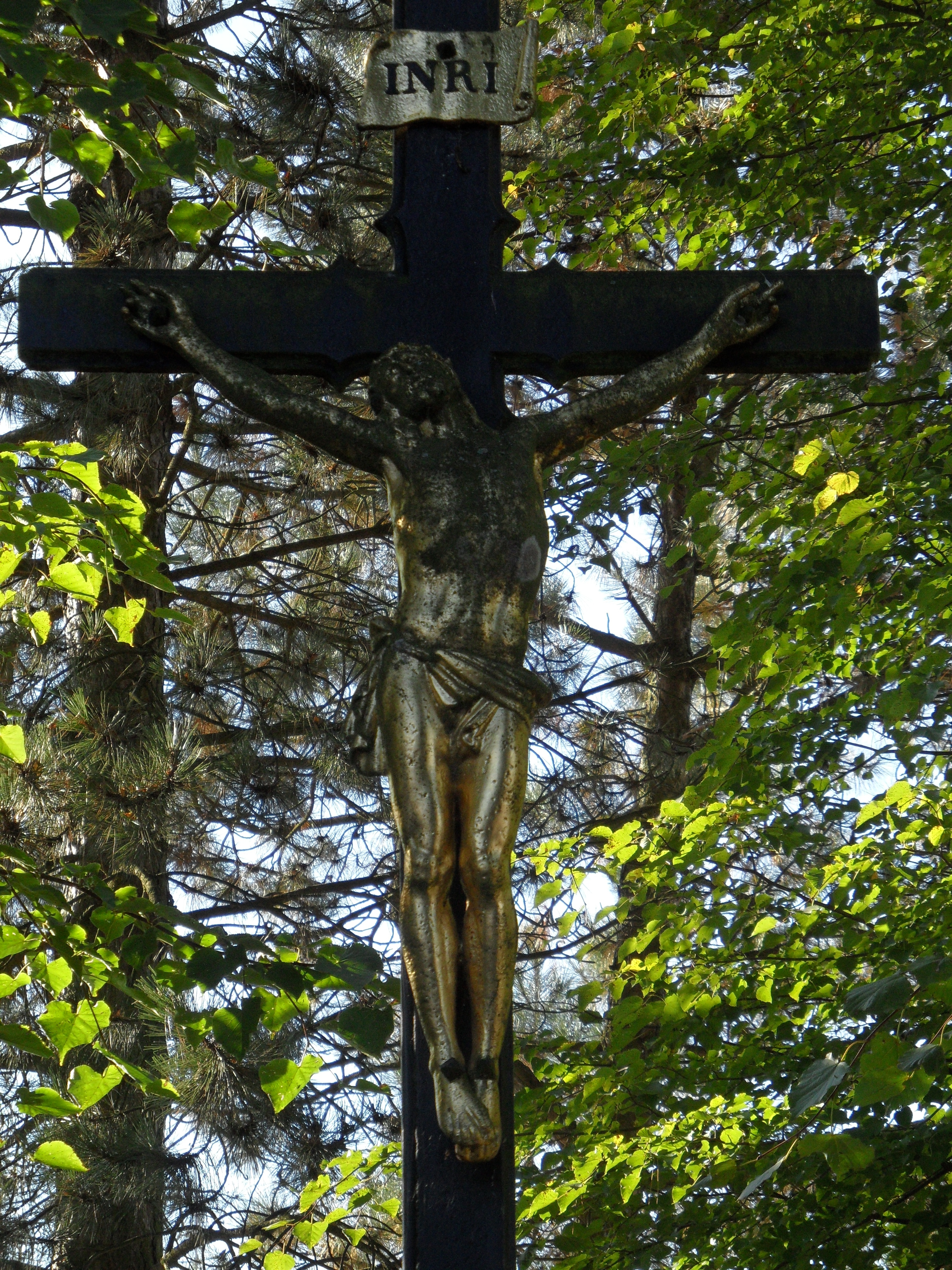
Detail křížku u kostela